# Ouessant

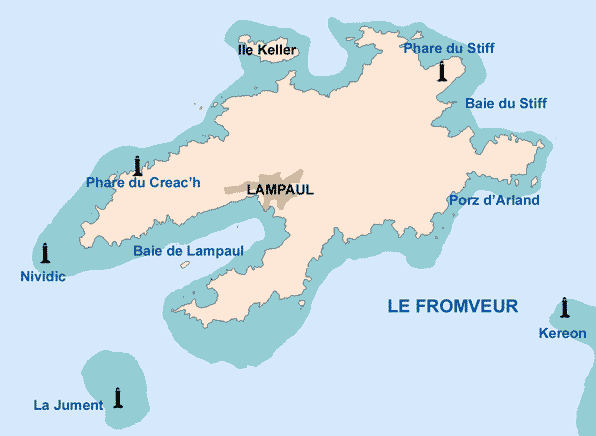
Karta över Ouessant

Ouessant (franska Île d'Ouessant) är en fransk ö i Atlanten utanför Bretagnes kust. Ön utgör en egen kommun som tillhör departementet Finistère. På den 15,58 kvadratkilometer stora ön bor 893 invånare (2012). Kommunen består av Île d'Ouessant och bland annat Île de Keller. Det som gör ön känt är fyrtornet Phare du Creach som är Europas ljusstarkaste samt en av världens starkaste fyrar. Tornets höjd över marken är 55 m och lanterninens höjd över havet är 70 m. Tornet stod klart 1863 och är försett med ett fyrljus med 1:a rangens Fresnel lins med en ljusstyrka av 500 milj candela som ger fyren en ljusvidd på 37,5 sjömil (69,5 km).
Öns huvudort Lampaul ligger 4 km från färjeterminalen. Vid orten finns en havsvik med flera stränder och ett monument som påminner om öns invånare som dog vid sjöfärder eller under krig.

## Litterära referenser
Ouessant omnämns i Jacques Préverts dikt Barbara.

## Befolkningsutveckling
Antalet invånare i kommunen Ouessant
Referens:INSEE